# Science Hill
Science Hill – miasto w Stanach Zjednoczonych, w stanie Kentucky, w hrabstwie Pulaski.